# Chloé Herbiet
Chloé Herbiet (Marche-en-Famenne, 3 dicembre 1998) è una maratoneta e mezzofondista belga.

## Palmarès
| Anno | Manifestazione    | Sede                | Evento                   | Risultato | Prestazione | Note  |
| ---- | ----------------- | ------------------- | ------------------------ | --------- | ----------- | ----- |
| 2023 | Europei di cross  | Bruxelles           | Corsa senior             | 9ª        | 35'34"      | [ 1 ] |
| 2023 | Europei di cross  | Bruxelles           | A squadre                | Bronzo    | 38 p.       | [ 2 ] |
| 2024 | Europei           | Roma                | 10000 m piani            | 10ª       | 32'17"88    |       |
| 2024 | Olimpiade         | Parigi              | Maratona                 | Rit.      | Rit.        | [ 3 ] |
| 2025 | Europei su strada | Bruxelles e Lovanio | Mezza maratona           | Oro       | 1h10'43"    |       |
| 2025 | Europei su strada | Bruxelles e Lovanio | Mezza maratona A squadre | Oro       | 3h34'59"    |       |

## Campionati nazionali
- 1 volta campionessa nazionale belga della maratona (2023)
- 1 volta campionessa nazionale belga della corsa campestre (2023)

2019
- Eliminata in batteria ai campionati belgi, 800 m piani - 2'20"44

2020
- 6ª ai campionati belgi, 1500 m piani - 4'48"78
- Argento ai campionati belgi universitari indoor, 1500 m piani - 4'46"32

2021
- 4ª ai campionati belgi, 5000 m piani - 16'55"58
- 4ª ai campionati belgi di 10 km su strada - 35'01"

2022
- Argento ai campionati belgi (Gand), 5000 m piani - 16'15"32
- Bronzo ai campionati belgi (Gand), 10000 m piani - 33'25"95
- Argento ai campionati belgi di 10 km su strada (Gand) - 34'18"

2023
- Argento ai campionati belgi di corsa campestre (Bruxelles) - 30'07"
- Argento ai campionati belgi (Assebroek), 5000 m piani - 16'01"97
- Oro ai campionati belgi di maratona (Eindhoven)- 16'01"97
- Oro ai campionati belgi di corsa campestre (Hulshout) - 33'08"

2024
- 6ª ai campionati belgi di corsa campestre (Hulshout) - 26'20"

2025
- Argento ai campionati belgi, 10000 m piani - 32'23"06

## Altre competizioni internazionali
2022
- 39ª alla Coppa Europa dei 10000 metri ( Pacé) - 33'50"39
- 11ª alla CrossCup de Hannut ( Hannut) - 22'59"

2023
- 5ª alla Coppa Europa dei 10000 metri ( Pacé) - 32'42"54
- 5ª alla CrossCup de Hannut ( Hannut) - 29'18"
- 22ª alla Mezza maratona di Copenaghen ( Copenaghen) - 1h11'20"

2024
- 12ª alla Maratona di Siviglia ( Siviglia) - 2h24'56"

2025
- Bronzo alla Coppa Europa dei 10000 metri ( Pacé) - 31'54"06
- 4ª alla CrossCup de Hannut ( Hannut) - 31'38"
- 17ª alla 10K Valencia Ibercaja ( Valencia) - 31'50"